# Rabaki Jérémie Ouedraogo
Rabaki Jérémie Ouedraogo (1 januari 1973) is een wielrenner uit Burkina Faso. Ouedraogo is vooral in eigen land actief en wist in 2005 en 2006 een aantal overwinningen te behalen. In 2006 werd hij de eindwinnaar van de UCI Africa Tour.

## Overwinningen
2001
9e etappe Ronde van Burkina Faso
2005
2e, 4e en 7e etappe Boucle du Coton
 Burkinees kampioen op de weg, Elite
1e, 5e en 8e etappe Ronde van Burkina Faso
Eindklassement Ronde van Burkina Faso
2006
GP Onatel
1e en 7e etappe Boucle du Coton
Eindklassement Boucle du Coton
 Burkinees kampioen op de weg, Elite
Eindklassement UCI Africa Tour
2007
4e en 7e etappe Boucle du Coton
2009
GP Onatel
 Burkinees kampioen op de weg, Elite

## Resultaten in voornaamste wedstrijden
| Jaar |  | WK op de weg |
| ---- |  | ------------ |
| 2006 |  | opgave       |